# Chrysopilus dauricus
Chrysopilus dauricus är en tvåvingeart som beskrevs av Frey 1954. Chrysopilus dauricus ingår i släktet Chrysopilus och familjen snäppflugor. Inga underarter finns listade i Catalogue of Life.